# Andante e finale para piano e orquestra (Tchaikovski)
O Andante e finale para piano e orquestra, op. 75, começou a ser escrita pelo compositor Piotr Ilitch Tchaikovski em maio de 1893, que a abandonou em julho do mesmo ano.
Foi intensamente baseado nos movimentos II e IV da sinfonia que abandonara. Muito provavelmente seriam os movimentos II e III do Concerto para piano e orquestra No. 3, mas, quando Sergei Taneyev terminou a obra após a morte de Tchaikovski, publicou como peça à parte.
Foi executado pela primeira vez em São Petersburgo, Rússia, em 20 de fevereiro de 1896, conduzido por Felix Blumenfeld com Taneyev ao piano.